# Pam Marshall
Pam Marshall, née le 16 août 1960 à Hazelhurst dans le Michigan, est une ancienne sprinteuse américaine.
Elle courait sur 100 m, 200 m et en relais 4 × 100 m. Son meilleur résultat est son titre en relais obtenu aux championnats du monde de 1987 à Rome dans un temps de 41 s 58 qui reste encore l'une des meilleures performances mondiales.
Lancée, elle a couru le dernier relais en 10 s 11, ce qui permit à son équipe (composée également d'Alice Brown, Diane Williams et Florence Griffith Joyner) de remporter le titre avec près d'une demi-seconde d'avance sur le relais est-allemand et sa dernière relayeuse Marlies Göhr (10 s 41 lancée). Pam Marshall terminait aussi huitième sur 100 m et quatrième sur 200 m à ces mêmes championnats.
L'année suivante, aux Jeux olympiques de Séoul, blessée, elle échoua en série sur 200 m.

## Palmarès

### Jeux olympiques d'été
- Jeux olympiques d'été de 1988 à Séoul ( Corée du Sud)
  - abandon en série sur 200 m

### Championnats du monde d'athlétisme
- Championnats du monde d'athlétisme de 1987 à Rome ( Italie)
  - 8e sur 100 m
  - 4e sur 200 m
  -  Médaille d'or en relais 4 × 100 m

### Coupe du monde des nations d'athlétisme
- Coupe du monde des nations d'athlétisme de 1985 à Canberra ( Australie)
  - 5e au classement général avec les États-Unis
  - 5e sur 200 m

## Sources
- (en) Cet article est partiellement ou en totalité issu de l’article de Wikipédia en anglais intitulé « Pam Marshall » (voir la liste des auteurs).